# アラタカンガタリ〜革神語〜
『アラタカンガタリ〜革神語〜』（アラタカンガタリ）は、渡瀬悠宇による日本の少年漫画作品。通称「アラカン」。『週刊少年サンデー』（小学館）にて2008年44号より連載を始め、2023年11月に完結した。2012年12月時点で累計発行部数は200万部を記録している。

## 概要
主に少女漫画誌で執筆している渡瀬にとって初めての少年漫画誌での連載。異世界へと迷い込み、重大な使命を負うことになった少年の成長を描く。“天和国”（アマワクニ）と、現代の日本の2つの世界で、革とアラタ、2人の少年を中心に展開する。
連載スタート時の特筆すべき点として『サンデー』での連載予告・2008年44号の表紙・次号の予告、これらすべてに準主人公のアラタを使い、メイン主人公となる革の存在を伏せていた。革は第1話巻頭カラーの表紙にアラタとコトハの後ろに描かれたのみで、本格的な登場は第2話となる。アラタを主人公に見せる手法を使って連載が始まった。
作者によるとこの作品の制作は連載開始の数年前から決定していたと述べているが、体調不良や他作品の連載のため2008年まで発表されなかった。本作に取り掛かったため渡瀬の同時連載作品は3本になったが、季刊作品の『ふしぎ遊戯 玄武開伝』の休載などで調整を取っている（その後、2013年に完結している）。スケジュールがきついことを承知で描いているのは「執筆と発表にはタイミングがあり、どれも今でしか描けないから」とコメントしている。
2012年12月12日発売の『週刊少年サンデー』2・3合併号にて、テレビアニメ化が発表された。2013年4月より7月まで放送された。
2013年7月より通常の単行本に加え、設定変更・補完などの加筆修正がなされたリマスター版の発刊も行われている。発刊に至った理由として、10巻までを担当していた初代担当編集者からの本作に対する過度な干渉を作者自身のブログで発言した（現在は削除されている）。この渡瀬の発言は話題となったが、その後、「私の意図とは離れたご意見があった」「《サンデー編集部との確執》という見出しもあったようですが、私個人は全く編集部にそのような考えや感情はございません。」と否定し、さらに詳しい経緯を発言している。
二代目担当編集者になってからは関係は修復され、現在は、編集部に感謝していると発言したりなど和解している。2014年春から2015年夏にかけて約1年間休載した時も「編集部と揉めた」など様々な噂が流れたが、ドクターストップが掛かったことや母親が倒れたことなどで「休んでいただけ」と否定している。
2016年8月、リマスター版の内容が｢ほぼやり直しの別作品｣となったことから、原作の「24巻に追いつくまで、『リマスター作業を先行する』」、「25巻シム編からは、リマスター版からの流れから展開」することを発表し、『サンデー』での連載を長期間休載することになった。リマスター版は書籍版の他に2017年6月より小学館の漫画アプリ『マンガワン』でも配信している。
2021年5月、『週刊少年サンデー』25号より、リマスター版13巻の続き（第244話）から連載を再開。今後は通常コミックスの25巻以降から発行されず、本誌掲載分はリマスター版に収録されることとなった。31号までは通常コミックス24巻の内容（リマスター版14巻収録予定の内容）であったが、32号からは新作展開となった。その後、『週刊少年サンデー』2022年21号まで連載を続け、以降は『サンデーうぇぶり』へ移籍することが発表された。作者の渡瀬は、移籍の理由について「理由は「体調」です。ウェブなら、辛い時すぐ休めます。雑誌は数ヶ月前から台割を組む為、休めば迷惑が掛かります。」と、自身のTwitterで明かしている。
2023年11月1日、サンデーうぇぶりに最終話を掲載、完結した。

## あらすじ
共通
第1巻 - 第4巻（リマスター版：第1巻 - 第2巻）
天和国では、剣の姿の神劍神（ハヤガミ）の力を操る鞘（ショウ）と、彼らを制御しこの国を統治している秘女王（ヒメオウ）によって平和が保たれていた。秘女族（ヒメぞく）では娘に恵まれず秘女王を交代できずにいたが、生まれを女と偽られた少年アラタが引き受けることで交代の儀式が60年ぶりに開かれる。だが、儀式の最中に、秘女王に仕える十二神鞘（じゅうにシンショウ）の謀反で秘女王は倒れる。アラタは暗殺の濡れ衣を着せられ逃亡することになる。森の巨木の中に入ると現代の日本に迷い込んでしまう。
一方現代の日本、学校でいじめられ、やっとできた友達の裏切りにも遭い、絶望の底にいた高校生の日ノ原革（ひのはらあらた）は、とある路地へと迷い込み天和国に来てしまう。革はアラタの幼馴染であるコトハたちからアラタと間違えられ、日本に迷い込んだアラタも革の家族に革と間違えられることになる。革は劍神「創世（ツクヨ）」に鞘として選ばれるが、秘女王を殺した罪で流刑となる。護送中に、コトハから渡されていた勾玉の首飾りから瀕死の秘女王の姿が映し出され、命尽きる前に世界を束ね、その劍神を自分の元へ届けてほしいという願いを聞く。革は自分を信じてくれる秘女王のために使命を果たそうと流刑島ガトヤから首都までの長き道のりを進む決意をする。革は、くじけそうになったとき先生（セオ）と呼ばれる秘女族に会い新たな道を見出す。
革はコトハ、元盗賊団の少年カナテと共に流刑島を抜けて「火」を司る五天鞘（ゴテンショウ）カンナギの領土へ向かう。秘女王が倒れた天和国では劍神の封印が解け、所持者である鞘達は、すべての鞘の命と劍神を取り込んだ者だけがなれる大王（オオキミ）の座をめぐり熾烈な争いを始めていた。その戦いに無関係な人々が巻き込まれて命を失うさまを見た革は、先生から自分の劍神に人の命を救う可能性があることを知り、鞘達の心を変え鞘や劍神の命を自らの劍神に預かることで戦いを終わらせる決意をする。カンナギを仲間にした革達は子供の島にたどり着く。
第5巻 - 第8巻（リマスター版：第3巻 - 第4巻）
子供の島を抜けた革達は「水」を司る五天鞘ヨルナミの宮へ向かう。途中、温泉の宿でコトハは革がアラタでないことに気づく。一方、革の存在を恐れた六ノ鞘（ろくノショウ）は、革の「光」の劍神「創世」に唯一対抗できる「闇」の劍神「逐力（オロチ）」の鞘を呼び出すことを考える。森で六ノ鞘ハルナワが巨木に入ると、革の同級生で日本から迷い込んだ門脇（かどわき）が入れ替わりに姿を現す。鞘となった門脇は革を倒すべくたびたび姿を現す。
革達は属鞘やヨルナミの心を救い領土を束ねる。「風」を司る五天鞘クグラの宮へ行く途中、秘女族の少年ミクサ、采女族の少女ラミと対峙するが、仲間になる。捜していた盗賊団の話を聞いたカナテは革達と離脱してしまう。
一方日本では、アラタは革として彼の家族のもとで生活することになる。学校でアラタは不思議な同級生実名（イミナ）に出会う。感情が頂点に達した門脇と天和国にいるハルナワの声に応じるかのように、学校で空間が歪んで門脇が飲み込まれハルナワが現れる。
原作
第9巻 - 第13巻
クグラの心を救い領土を束ねた革は秘女族の隠れ里へ行く。そこで革は秘女族の長から世界の成り立ちや大昔の大王の話を聞き、大王になるよう求められる。また、天和国の各地で革が秘女王殺しでないことが広まる。秘女族の隠れ里を出て、革は道中でクグラの属鞘ヒルハと仲間になる。「空」を司る五天鞘ヤタカを仲間にし領土を束ねた革はアラタと交信する。日本では、実名がハルナワとの戦いで強力な天通力（アマツリキ）を発動したことで、過去にハルナワの暗殺から逃れた秘女族であり秘女王の唯一の後継者であることが判明し、狙われることになる。アラタは実名を守り天和国に連れて帰ることが使命だと気づく。革は、ミクサの正体を知り彼女こそが幼少期に実名と入れ替わった人物だと気づく。門脇は「地」を司る五天鞘アカチに近づく。革達はアカチの領土へ向かう。カンナギとアカチの壮絶な戦いが始まる。
第13巻 - 第17巻
革は仲間のヒルハとともに極寒の流刑島ムロヤへ行く。52年前に失敗した実験の成功を望んだ六ノ鞘キクツネに利用されていたヒルハは革から劍神を奪って神器（カンタカラ）に刺し、生命の集合体（ミタマのしゅうごうたい）が暴走してしまう。同時にクグラとヨルナミが現れる。革達は、生命の集合体やキクツネに苦戦を強いられ仲間達を失ってしまう。性別を偽っていたミクサは心だけでも秘女族の娘として戦う決意をし、男装を解き、仲間に正体を明かす。革達は、六ノ鞘に対抗できる強さを手に入れるため修行に出る。革達は、修行の場でそれぞれ自身の「影」に打ち勝つ。女神の姿をした劍神達に出会う。革は、創世から鬼化している残り7人の神鞘に対抗するための力を授かる。カナテは門脇に遭遇し、行動を共にする。革達はキクツネの領土へ向かう。眠っている楽器を探し出し、キクツネと属鞘達に対抗し、鬼化を解く。革は仲間に自身の正体を打ち明ける。
一方日本では、アラタと実名は夏休みで、鬼哭島（おになきじま）に来ていたが、ハルナワに追いつかれてしまう。
第18巻
アラタは、六ノ鞘の目的が地球側の世界に来ることと知る。実名は天通力を使えないでいた。アラタはハルナワとの因縁を知り天通力のストラップを胸に刺すもののハルナワが鬼化し駆けつけた人々を殺してしまう。事態収束後、アラタと実名は逃避行に出る。
リマスター版
第5巻 - 第7巻
クグラの心を救い領土を束ねた革は秘女族の聖地へ行く。そこでミクサの養父に会い世界の成り立ちや大昔の大王の話を知る。また、アラタから秘女王の後継者が見つかったことを知る。日本では、実名がハルナワとの戦いで強力な天通力（アマツリキ）を発動したことで、過去にハルナワの暗殺から逃れた秘女族の娘であり秘女王の唯一の後継者であることが判明し、狙われることになる。アラタは実名を守り天和国に連れて帰ること、革は大王になるのではなくすべての鞘を束ね大王争いを終わらせることが使命だと気づく。革とアラタはそれぞれの使命を果たすと秘女王交代式を再開し元の世界に帰ることができることに希望を持つ。また、天和国の各地では革が秘女王殺しでないことが広まる。道中でクグラの属鞘ヒルハが仲間になる。門脇は「地」を司る五天鞘アカチに近づく。革は「空」を司る五天鞘ヤタカを仲間にし領土を束ねてアカチの領土へ向かう。カンナギとアカチの壮絶な戦いが始まる。
第8巻
革は仲間のヒルハに眠らされ極寒の流刑島ムロヤに連れて行かれる。ヒルハは劍神を革から奪い、ムロヤの住民と一体化して鬼化した鞘サタに渡す。52年前のムロヤの真実が明らかになる。革達はサタと住民と打ち解けるが六ノ鞘キクツネの砲撃で仲間達を含め多くの命が失われる。性別を偽っていたミクサは革に正体を明かし、心だけでも秘女族の娘として戦う決意をし、男装を解く。ミクサの話を聞いた革は彼女こそが幼少期に実名と入れ替わった人物だと気づく。革達は、六ノ鞘に対抗できる強さを手に入れるために修行に出る。
日本では、アラタと実名は夏休みで鬼哭島（オニなきじま）に来ていたが、ハルナワに追いつかれてしまう。
第9巻 - 第10巻
アラタは、六ノ鞘の目的が復讐のため地球側の世界に来ることと知る。実名は天通力を使えずハルナワに胸を刺されると、アラタは護力（ゴリキ）を発動する。しかし、ハルナワが鬼化し駆けつけた人々を殺してしまう。事態収束後、アラタと実名は逃避行に出る。
天和国では、革とミクサは仲間に自身の正体を打ち明ける。革は写真を見てミクサが実名との入れ替わりと確信する。革達は、修行の場でそれぞれ自身の影に打ち勝つ。女神の姿をした劍神達に出会う。革は、創世から鬼化している六ノ鞘に対抗するため力を授かる。カナテは門脇に遭遇し、行動を共にする。革達は変装してキクツネの領土へ向かう。眠っている楽器を探し出し、キクツネと属鞘達に対抗し、鬼化を解く。

## 世界観
舞台は剣の形をした八百万の神“劍神”（ハヤガミ）が存在し、古代日本をベースにした世界観を持つ“天和国”（アマワクニ）。
天和国は大小多数の島から構成されており、首都は統治者である秘女王が、各地は十二神鞘を筆頭に鞘たちが治めている。

### 劍神と鞘
劍神（ハヤガミ）
剣の形をした神。それぞれが固有の能力「神意」を持ち、各自で選んだ鞘の「顕れたまえ、（劍神の名）」という解号と共に力を解放する。逆に能力を解除する際は「鎮まりたまえ」と唱える。
実体は剣だが、鞘とは女神の姿をした精神体による意思の疎通が可能。
降る（くだる）
鞘が劍神を自分の生命（ミタマ）と共に相手の劍神に委ねる行為。「劍神○○、今ここに大いなる鞘に降らん。我が生命（ミタマ）、偉大な劍神と共にあれ。鞘○○の下に。」という「降下の誓言」を唱えることで降る。他の鞘を降す（預かる）と、その劍神を使用できるようになる。鞘同士の戦闘は基本的に「降し合い」である。
鬼化（オニか）
鞘が憎しみなどの負の心に飲まれると暴走し、全体が黒くなり“鬼神”へと変化してしまう。“鬼胎紋（キモン）”という核が体のどこかに存在する。
鞘（ショウ）
劍神の使い手。その名の通り使い手は鞘（さや）でもあり、自分の劍神を体内に納めることができる。
劍神を手にしたその瞬間から時が止まり、精神や肉体の老化がなくなる。ただし不死になるわけではなく、怪我や病気により死亡した場合は劍神との繋がりは断たれ、また新たな鞘を求めることになる。不老化の解除や鞘の資格の放棄は自由にでき、前者を行う理由は大抵「家族を持ち、同じ時を生きるため」である。
十二神鞘（じゅうにシンショウ）
数ある劍神の中でも特に強力な劍神に選ばれた12人の鞘のこと。秘女王の下に付きそれぞれ12の領地を治め、政治機関を管理する。そのうちの特別な祭事を司り、「眼・耳・鼻・舌・身・意」の「人」を司る6人の神鞘は“六ノ鞘”、「地、水、火、風、空」の自然の力を司り自然災害が起きた時に鎮める5人の神鞘は“五天鞘”とも呼ばれている。五天鞘以外の7人はいずれも完全な「鬼」となっている。六ノ鞘は異なる紋様が描かれた仮面と装束を着用している。ハルナワ以外の5人は地球から天和国に迷い込んだ者で、既に悠久の時を生きているため還ることができない。時空を開き元の世界に還るために秘女族の娘を絶やし、秘女王殺しを画策する。特別な行事以外では全員が揃うこともなく、神鞘同士でも全員の素性は知らない。ただし、身体のどこかに十二神鞘の証である紋章が刻まれていることだけは、広く知られている様子。特権階級であるため、国内の通行・施設・宿泊などは全てフリーパスである。
属鞘（ゾクショウ）
それぞれの十二神鞘の直属の部下である鞘のこと。その人数は神鞘によって様々。多くは神鞘同様に歳を取らず長い時を生きているが、家族を持つことを理由に時を動かす（不老化を解く）者もいる。

### 「秘女王」関連
秘女王（ヒメオウ）
天和国の統治者に与えられる称号。秘女族の若い女性の中で最も強い天通力を持つ者が選ばれる。30年おきに代替わりされる。リマスター版では日輪ノ大王（ヒノワノオオキミ）の妻が初代秘女王に就き、その後何万年と秘女王制が続く。
秘女族（ヒメぞく）
秘女王に連なる血を引く一族。天和国の各地にバラバラに暮らしている。女性は“天通力”（アマツリキ）と呼ばれる力を持ち、彼女達から秘女王が選ばれる。左手首に紋様がある。リマスター版では、日輪ノ大王が、最初の秘女族である妻と娘に「創世」の神意を分け与え天通力が使えるようになる。
釆女族（ウネメぞく）
秘女族に付き従う一族。他人の病やケガを治癒する能力を持つ。秘女族と同じく左手首に紋様がある。リマスター版では、そばにいた民に初代秘女王が天通力を分け与え、永遠の主従関係を結び最初の采女族となる。また、秘女族以外の人を治癒すると命を削られる。

### 地理
首都（ミヤコ）
秘女王の居城がある都市。ムメイの領地。
神開の森（カンドのもり）
首都に存在する謎の森。森に喰われた者は別人のようになって帰ってくるといわれている。実は天和国で唯一空間が歪む入り口であり、入った者は地球（天和国では「キハラノ」と呼ぶ）の住人と入れ替わってしまう。入れ替わった者は周りの者からは本来の姿ではなく入れ替わったもう片方の者に見えるため（リマスター版では入れ替わった者は周囲から姿はそのままだがもう片方の者に認識されているため）、周りからはおかしくなったようにしか見えない。ただし入れ替わった者同士、またはミチヒノタマなどで両方の姿を見た者、秘女王、織部実名は本来の姿が見える（リマスター版では認識される）。
入れ替わりが確認されているのは日ノ原革とアラタ、門脇将人とハルナワ、織部実名とミクサ、それ以外に相手は不明だがハルナワ以外の六ノ鞘の5人、しげぞう、ジェイが入れ替わっている。
この森は地球側の世界と繋がっているが、秘女王が代々制御してきているため自由に行き来できない。リマスター版では、秘女王はこの森の閂の役割をしている。
ガトヤ
南方の流刑島。鞘ツツガが管理する。送られた罪人は「審判」の神意で拘束されてガトヤから出られなくなった状態で強制労働の刑に服し、罪を償い改心したときに拘束が解け、出ることが出来る。
カグツチ
カンナギの領地。地下の竜脈にはマグマが溜まっていて自然発火が起こりやすく、領主であるカンナギは「火焔」でこれを抑えている。
ミヅハメ
ヨルナミの領地。円型の建物自体が島で、ひとつの街になっている。
カセフノ
クグラの領地。ミヅハメよりも治安が悪い。土地に吹く風は八風陣が操作している。
ヤマタ
ハルナワの領地。
ウツロイ
ヤタカの領地。空中都市であり、ヤタカ領に属する人間にしか見えない道が存在する。
ハニヤス
アカチの領地。地表は寒く乾燥しており、それを避けるために地中に都市が築かれているが、日の光は届いている。
ムロヤ
北方にある極寒の流刑島。犯罪者が親子代々にわたって拘束され、鞘サタによって管理されていた。52年前に六ノ鞘による実験により壊滅し、五天鞘によって封印された（リマスター版8巻では52年前、住民に死なせてほしいと嘆願されたサタが神意を使い全滅させる。サタと住民が一体化して鬼化し、瘴気が天和国の各地で発生し脅威となったため一方的に封印されるが、後に封印が解けてしまう）。
天ノ石座（アマノイワクラ）
鞘サルタが管理する、神鞘の修行場。石の内部には異空間が広がっており、その中で自分の「影」を倒すか降参しない限り出ることができない。
ツグシ
キクツネの領地。先代の領主のころは五人神楽のものに似せた楽器が民の間に広がっていたが、キクツネが領主になるとそれらは破壊された。現在は領地に近付く者の鼓膜は奪われ、五人神楽が暴れまわるようになっている。
アノ
イソラの領地。
イヨ
イキスの領地。
チワヤ
アメエノの領地。
ナカクニ
シムの領地。天和国の兵学校がある。

### その他の用語
ミチヒノタマ
秘女王が所持していた勾玉。革とアラタが1つずつ持ち、時々2人の映像を互いに映し出し通信手段となる他、革の場合は秘女王との交信する力を持つ。
大王（オオキミ）
秘女王に相当する天和国の頂点の地位。すべての鞘を降し劍神を統一した者がなれる。リマスター版では、この地位を得た者は、自分の望むものを生み出す神意を一度だけ操れる。
魂銷のるつぼ（こんしょうのるつぼ）
秘女族の里からウツロイまでの間にある砂漠や、ウツロイの中に現れるアリ地獄。中は異空間になっており、同時に2人以上が飲み込まれると中身が入れ替わってしまう。

## 登場人物

### 主要人物
日ノ原 革（ひのはら あらた）
声 - 岡本信彦
本作品の主人公。日本に住む高校1年生。身長約170センチメートル。本来は優しく正義感に溢れていたが、中学時代の行き違いが原因で陰惨ないじめを受け続けた挙句、高校でも信じていた友人に裏切られて絶望し、その最中に天和国に迷い込む。秘女王殺しの濡れ衣に加えアラタの家に保管されていた「創世」の鞘になるという出来事に遭遇するが、コトハや秘女王の思いに応えようと奮闘する。
創世の鞘として認められる「深き目」、「強き意志」、「広き心」の持ち主。その優しい心は凍てついた者の心をも溶かし、自らを絶望へと陥れた門脇、裏切った優に対しても憎みきれないほど。特に門脇に対しては「もう友達に戻れないのか」と心の中で葛藤している。ただしコトハを相手に変な想像をしてしまうことや、女性の背中流し（サンスケ）を鼻血を流しつつも元気はつらつでやり遂げるなど、思春期少年特有の下心も持ち合わせている。コトハに好意を寄せているが、コトハはアラタが好きだと思っているため、いい友達であろうと心を砕いている。中学時代は陸上部に所属しており、カナテが舌を巻くほどの俊足。走る以外の運動能力もかなり高い。深夜にストレッチや剣術のトレーニングをするなど、見えないところでしっかり努力をしている。
秘女族の長から、自らがかつて世界を滅亡の危機から救った創生の鞘『日輪ノ大王（ヒノワノオオキミ）』の再来であることが明かされる。これにより秘女王殺しの罪は晴れたが、同時に大王になることへの苦悩をも抱えることとなる。リマスター版では、ミクサの養父から天和国の世界の成り立ちを聞き、大王になるのではなく秘女王制を復活させ、争いを繰り返さないという日輪ノ大王の意思を繋ぐことが使命だと気づく。のちに秘女王殺しでないことが各地に伝えられる。
「創世」の鞘として選ばれるほどに純粋で心優しいが、鬼化に陥ることがある（言うなれば「創世」の鞘は、その在り方からして潜在的に鬼化の危険性を秘めている）。また門脇との戦いで「逐刀」から受けた攻撃により左肩に鬼胎紋が刻まれ、以降は鬼化するたびに面積が拡大している。
劍神：「創世（ツクヨ）」
全ての母たる「光」の劍神。秘女族に代々伝えられてきた劍神で、この世の全ての劍神を生んだとされている。他の鞘が鞘を力で降す中で唯一鞘を「降す」のではなく「預かる」ことができる。ヨルナミと戦ったことを機に、錆びた様相から輝きを取り戻す。完全な覚醒状態では革の身長にも迫ろうかという大剣となり、これこそが創世の真の姿と伝えられていた。また秘女族の女性が持つ天通力は創世が与えたものだといわれている。名実ともに最強の劍神であり、是空の砕空破をも耐え切った「逐力」の刀身を、いとも簡単に一刀両断した。後にキクツネの企みにより神器に神意を吸い取られたことで「他の神意の無効化」ができなくなり（リマスター版にはない）、その代わりに3つの能力「如鎖羅（キサラ）」、「來閃波（ライセンハ）」、「創世の日輪」を備えるようになった。
コトハ
声 - 高垣彩陽
本作のヒロイン。アラタに仕える釆女族の少女。15歳。自分以外の相手の傷を治すことができる。明るく活発で、落ち込みがちになった革を励まして勇気づかせることができる優しい性格。ただしただ優しいだけでなく、マカリや革、カナテへ鋭いツッコミを見せるなど、意外とクールな面も持ち合わせている。またアラタと思い込んでいた革から拒絶された時には抱きついて唇を奪い、治癒力増強のために服を脱いで（恥ずかしがりながらも）革に抱きつくなど、大胆さも垣間見せ、アラタの女装を見てみたいとドキドキしながら思うなど、性的な一面もある。
革とアラタが入れ替わっていることに最初は気付かなかったが、旅を続けるうちに彼に違和感を覚え、入れ替わりの事実を知り「革」と呼ぶようになる。また彼に対し、自分が慕っていたアラタとは違う好意と信頼を寄せるようになり、イソラの一件を通じて革への好意を自覚する。ただし自身に対する葛藤から革を突き放すような態度をとってしまったり、ミクサと自分の境遇の違いから革への告白を撤回してしまうなど、不安定な自分を持て余している。
キクリ
声 - 山村響
現在の秘女王。ウツロイの出身。その天通力の強さから、わずか9歳で秘女王の座を引き継ぐ。実年齢はかなりの高齢だが、秘女王となった時点から外見は成長していない。30年前に秘女族に後継者がいなかったため、60年間役目を務めていた。
秘女王に即位した8年後に、故郷に残した母を看取るために、ウツロイの領主であるヤタカに里に帰らせてくれるように頼む。禁を犯してまで自分を助けてくれたヤタカとやがて恋仲になり、秘女王の座も捨てて彼についていく決意をするが、里に帰っていた間に鞘の1人の劍神が暴走して民を皆殺しにしていたことを知り、責任を感じて恋心を封印してしまう（リマスター版では魂銷のるつぼに滑り落ち、ヤタカに助けられるが劍神との繋がりが途絶える。再度繋がった時に、ムロヤの惨劇、さらに秘女族聖地の襲撃により民や同胞が死亡したことを知る）。そのせいでヤタカに憎まれることになるが、実は今でもヤタカを愛している。
秘女王交代の儀式の最中にカンナギに斬られ、天通力を振り絞り深い眠りの中で命をつないでいる。革が異世界から来た人間であることを知った上で、ミチヒノタマが黒く染まり命尽きる前に天和国の世界を束ね、自分の元に劍神を届けるよう精神の状態で革に助けを求める。
眠っている間は力が弱まり老化を抑えることができず、革達の旅の最中も少しずつ老いており、本来の年齢に達すると死亡する。
カンナギ
声 - 小野友樹、山村響（少年時代）
「火」の十二神鞘で、カグツチの領主。身長177センチメートル。外見年齢18歳ぐらいだが、鞘は不老のため実年齢は約150歳。性格はクールだが案外激情家で自分の属鞘に対してや革に稽古をつけたりと面倒見はよく、慕われている様子。恋人のエミスが自然発火に巻き込まれて亡くなった高台を訪れた際に劍神「火焔」を授かった。右肩にその時に負った火傷がある。その後も自責の念に囚われ続けていたが、ムメイからの「エミスは「火焔」の炎の中にいる」との言葉を受けて立ち直るとともに、「火焔」を「秘女王」の制御から自由にしたいという思いを抱き、反逆に参加する。
「秘女王」への反逆を企ててキクリを斬り、そばにいたアラタにうまく罪をなすりつけた。自分の属鞘をアカチに無理矢理降され彼と対決するが、火焔を奪われてしまう。その直後、革の劍神が「創世」であることに気づき、火焔奪還のため不本意ながら革達に同行する。しかし次第に革の力を認めるようになり、創世の鞘として力を貸すようになる。革から頼まれたとはいえ剣術の指南も行っており、革やカナテらと共にコミカルな行動をとるなど打ち解けている様子も見られる。またヤタカとは互いの性格上、何かといがみ合っているが、お互いの実力は認め合っている。
アカチとの因縁を乗り越えた後、当初の目的を果たしたことで一時的に革達と離れるがすぐに合流。六ノ鞘と決着をつけるために革に協力する。
戦闘能力は高く、火焔を奪われた状態でも並の属鞘相手なら体術で圧倒するほどであるが、詰めの甘い部分があり、失敗して危機を招いたりピンチに陥ることも少なくない。
劍神：「火焔（ホムラ）」
炎を操る劍神。鞘であるカンナギは火焔の加護を受けているため、炎に焼かれることはない。「灼輝青燐（シャクンショウリン）」と呼ばれる技を使うと、炎は青く輝き極高温状態となる。この時はカンナギ自身も炎と化し、地龍の大地の防御をも破壊する。石座での修業後、カンナギの希望で地龍と合体し、炎と大地の神意を同時に使用できるようになった。
カナテ
声 - 皆川純子
ガトヤの囚人。赤髪で、右頬にV字の刺青をしている。盗賊団の一員であったが、政府に追い詰められた時にギンチと共に罪を着せられてガトヤに送られてきた。ガトヤ脱出後は革と共に行動する。能天気で明るい性格だが、自分やギンチに罪をなすりつけた盗賊団に対しては深い恨みを持っている。恋愛感情かどうかは不明だがコトハを気に入っており、革とはたびたび争奪戦を繰り広げている（コトハは冷めた目で見ている）。
カセフノでクグラの属鞘フタイから劍神を受け継ぎ、盗賊団を壊滅させ復讐を果たし、革達と離別する道を選んだ。その後はギンチの様子を見つつ各地を転々としていたが、再訪したカグツチで門脇と出会い、彼に同行する。イキスの香りに操られ革に襲い掛かるが、革の思いで正気に戻る。革の元を去り門脇の場所に戻ろうとしたときにイキスに襲撃された所を門脇に救われ、革と門脇を戦わせるために自ら門脇に降るが、革は門脇が力尽くで降したと思い込んでしまう。
劍神：「八風陣・苦（ハップウジン・ニガナ）」
風を操る劍「八風陣」の1つ。風を受けた者に苦しみを与える。
ミクサ
秘女族の剣士。15歳。実は女性だが、秘女族の娘が狙われている現状を理由に男として育てられた。手持ちの武器には天通力が込められており、剣術も達者。秘女王キクリを斬った犯人とされるアラタを追っており、革を見つけた途端に斬りかかるが、事情を説明したことで誤解が解ける。革の考え方や性格を｢甘い｣と断じるが、革の行動に何かを感じたのか同行を申し出る。革が『日輪ノ大王』の再来だということを知ると口調も丁寧になり、革への態度も軟化する。口調の方は革に頼まれたため、今は通常通りに直している。リマスター版5巻では、革が犯人でないと知るとこれまでの無礼な態度を謝り、革への態度も軟化する。
旅をしていくうちに革に好意を抱くようになり、ところどころに革を意識している様子が見られるようになる。また革と自分が同郷の人間かもしれないと打ち明けられた時は、隠しきれない嬉しさを滲ませていた。
実は秘女族ですらない。15年前、母親と鬼哭島に来ていたが投鬼岬に迷い込んでしまう。実名と入れ替わりに天和国に送られ、神開の森に祭事で訪れていたキクリに保護され秘女族に預けられる。ムロヤにてラミを喪ってからは、心だけでも「秘女族の娘」として戦うため、男装を解いた。
ラミ
ミクサに仕える釆女族の少女。15歳。明るい性格で少しずれた行動をとるも、ミクサを信頼し彼女のために尽くしている。治癒能力はコトハよりも強い。
ムロヤにて、生命の集合体からミクサを庇い死亡（リマスター版では、キクツネの攻撃で重傷を負いながらも命を削って仲間全員を治癒し力尽きて死亡）。髪飾りはミクサが形見として身に着けている。
ヒルハ
よく語尾を伸ばす話し方をする中性的な男性。カセフノ内にいたアラタ達を奇襲し、クグラへの「貢ぎ物」としてラミを攫っていった。革達がカセフノを去った後、後を追いかけて一行に加わる。実は北の流刑島「ムロヤ」出身で、52年前にムロヤを脱走した後罪人たちが死に絶えたことを「自分だけが生き延びたせい」と罪の意識に苛まれており、それをキクツネに利用されてしまい、神器を暴走させてしまう。キクツネの目論みを知り、神器暴走で発生した生命の集合体に立ち向かうも力及ばず死亡。リマスター版8巻では鬼化したサタに革を殺すよう命じられ一行に加わるが、革を殺すかわりに奪った創世をサタに渡す。同胞であるサタと民を砲撃したキクツネに立ち向かうも力及ばず死亡。
劍神：「八風陣 ・楽（ハップウジン・ラク）」
透明な帯のようなものを持った劍神。帯で包んだ相手を安眠させることが出来る。
ヤタカ
声 - 宮野真守
「空」の十二神鞘で、ウツロイの領主かつ裁判官。外見年齢は20歳ぐらい。燕尾服のような黒い服にネクタイをしており、彼の属鞘も全員黒いベストにズボン、白いシャツにクロスタイといった、執事服のような服装で統一されている。極度の潔癖症で、身だしなみや衛生には人一倍うるさく、少しでも乱れがあると叱責されるため、属鞘たちの気苦労も並大抵ではない様子。さらにそれは精神面にも及び、属鞘には「常に紳士的であれ」「誓った愛は永遠に貫け」といった「属鞘規則」が課されている。
本質は真面目で誠実な人物なのだが、真面目すぎるあまり自分を追い込んでしまうタイプで、極端な考えに陥りやすく人を信用していない。かつて劍神「是空」の神意で両親の醜い姿を見てしまったことも起因している。
50年前ごろに秘女王キクリと結ばれ恋人同士になり、全てを捨てて2人で生きていく約束をしたが、キクリが彼と行動を共にし一時的に劍神の制御が及ばなかったことで、ムロヤの崩壊を招いてしまったことから、総てを悟り自責の念に捉われる。その絶望からシムの口車に乗ってしまい、キクリを殺して自分も死のうと画策、キクリの故郷を荒地にした上、キクリ暗殺を先導してしまうこととなる。
革との戦いの後自らの心情を吐露、革にキクリを救うよう頼み自ら降ろうとするが、劍神「創世」に拒否され、革の説得によりキクリにもう一度会うため革達の旅に同行することになる。
劍神：「是空（ゼクウ）」
「空」を司る劍神。半月刀の形状をしている。地を抉るほどの衝撃波である「砕空破」を放つ。また、刀身が伸びて輪のようになることで、本来の能力である「空奉鏡（ウツホノカガミ）」を発動する。鏡に映したものの本性を知ることができ、その本性に引き込まれてしまった者はその姿に変わってしまうが、心を正し改心すれば人間の姿に戻ることができる。
テコ
ナグの飼っていたペットで、森の精霊。「テコ」は名前ではなく生物名。ナグが革に降って以降旅に同行していて、主に革やコトハの上に乗っている。「キュ」と鳴き、2本の触角と鳥のような小さな翼を持つ。
先生（セオ）
秘女族の青年。革の行く末を陰で見守っている。本人によると首都で教師をしていた時に冤罪でガトヤに送られた。物腰は穏やかだが荒事にも精通しており、鞘に負けず劣らずの身体能力を見せる。ガトヤで自信喪失していた革の前に現れ、彼を元気づかせるとともに助言を与えた。その後も革の行く先々に現れ、カグツチでは彼に進むべき道と劍神「創世」の名を教え、天ノ石座では革の修行の後押しをした。
セオは先生を意味する言葉で本名ではない。サルタからアマヒと呼ばれ敬われているシーンがあるが、本人は否定している。
門脇 将人（かどわき まさと）
声 - 木村良平
革のクラスメイトであり、革を登校拒否に追いやった張本人。身長172センチメートル。両親の離婚をきっかけにナーバスに陥っていた。中学のころから革の同級生で、仲の良い親友だったが、部活での勝負がきっかけで執拗にいじめを繰り返して革に深いトラウマを植え付ける。高校でも革を目の仇にする姿勢は変わらず、彼の友人関係を壊していくことで孤立させ、集団でいじめるようになる。しかし入れ替わってきたアラタがいじめに動じないことに苛立ち、殴りかかろうとしたところを返り討ちにされ、そのことで同級生の取り巻きから愛想をつかされ、その後は金目的で近付いた不良の先輩とつるむようになった。その後アラタと革の交信する場所を目撃したことで、初めて入れ替わりに気づき、「革にずっとバカにされていた」と誤解から逆恨みを殺意へと膨れ上がらせてしまう。直後にハルナワと入れ替わりに天和国に召喚され、革への憎しみから、六ノ鞘に唆されるまま「逐力」の鞘となる。
不遜かつ強気で、立場や鞘としての境遇もあり誰に対しても反発する態度をとるが、侍女のミヤビに対しては心を開いている。反面でアカチに対しては会う前からその揺るがぬ強さに憧れ、相対した後は右目を与えられたことも含めて強い尊敬を抱くようになる。アカチの真実を知った後もそれは変わらず、悪影響を与える「死人の眼」であると知りつつも、「自分を唯一見てくれた人」であるアカチの遺したものとして、そしてアカチの眼で世界を見るために、右目を取り除くことを頑なに拒んだ。
「創世」の光に斬られて以来、わずかながら前向きな姿勢を見せ始める。革との幾度に渡る戦いとアカチとの出会いを経て、「革と対等になりたい」という本来の思いに気付き、動機が憎しみから純粋な勝利への渇望に変化した。
高校の入学式前の事故で足を怪我し、リハビリで何とか歩けるようになったが、後遺症が残り二度と走れなくなってしまった。アメエノとの戦いで左腕を失ってしまう。
シムが表立って行動を開始すると、彼の真意を探るべく、ミヤビに別れを告げてシムの主催する兵学校へと侵入する。そして、革と行動を共にするうち、彼に対する対抗心こそ健在であるものの、陸上部での仲間だったかつての関係に戻りつつある。
劍神：「逐力（オロチ）」
その邪悪さゆえに代々の秘女王により封印されてきた邪悪なる「闇」の劍神であり、鬼神。柄のない、骨のような刀身をしており、柄部分はムメイが所持している。解放すると、黒い炎のような攻撃を放つ。防御する時は肋骨のような形状に変化する。トゲの付いた鞭のような形にも変化する。自在に動き相手を攻撃し、「降下の誓言」を唱えていない場合でも、力ずくで鞘を闇の中に取り込み、劍神ごと降す能力を持つ。一度は革によって刀身が一刀両断されるが、門脇のアカチへの誓いによる思いに反応し再生、さらなる進化を遂げ翼のような刃を得る。相手を闇で包むことで劍神ごと相手を無理やり降す「冥囮無明散（メイガムミョウザン）」という技を持つ。最終的にアラタとの友情を捨てきれなかった門脇を見限って自ら侵蝕して取り込み、ムメイの持つ柄と一体化して彼の劍神へと戻った。

### 主要人物（日本）
アラタ
声 - 松岡禎丞
本作品の準主人公。秘女族の少年。15歳。首都に赴くが、秘女王交代の儀式にて十二神鞘の謀反を目撃してしまったために秘女王殺しの罪を着せられ、逃走中に革と入れ替わりに現代に迷い込んでしまう。周りには不思議な力でアラタが革に見えているため、日本では革の家族と暮らしている。革のことは「ヒノハラ」と呼んでいる。
革と同じく正義感が強く、理不尽なことに我慢がならないが、どちらかと言えば冷静で物静かな革に対し、活動的で他者の目を気にせず、やりたいことは我慢しない熱血漢で向こう見ずな性格である。
当初は自分の代わりに戦っている革の代わりをしていたが、六ノ鞘ハルナワが日本に来てからは、彼と戦いつつ、次の秘女王候補である実名を連れて天和国に戻る方法を探っている。
実は幼いころ、ハルナワによって両親を殺害された過去を持つ。これを聞いたアラタの思いに天通力の武器が反応してハルナワの劍神「縛囚」の縄を破る。リマスター版では実名が倒れると、もう片方の手首にも秘女族の紋様が浮かび上がり、護力（ゴリキ）が発動し縛囚の縄を破る。
左腕に縛囚の神意により縄のアザが巻きつかれていて、全身を完全に巻きつかれると消えてしまう。
織部 実名（おりべ イミナ）
本作の準ヒロイン。革の学校の女子生徒で高校1年生。空手ができる。コトハとよく似た容姿の美少女で、門脇に対しても動じることのない気の強さを持っている。一見普通の女子高生だが、存在が入れ替わった人物の本当の姿が見える、天和国と地球の世界が繋がった時にその異常に唯一気付くなど謎が多い。アラタに関わってからは興味本位で彼に絡んでくるようになる。次第に彼に惹かれるようになる。
正体は秘女族の娘で、秘女王キクリを凌ぐほどの天通力を発動する。ハルナワ曰く「15年前に殺し損ねた娘」で、その折に神開の森から日本に迷い込む。母親（ミクサの母）からは自分の子でないと距離を置かれていた。腕に秘女族の紋様が浮かび上がるときのみ天通力が発動する。
ハルナワ
声 - 石田彰
六ノ鞘の神鞘。左頬、全身に刺青が刻まれており、銀髪で外見年齢は15歳ぐらい。アラタと実名を狙っている。門脇と入れ替わりに日本に現れ、周囲から門脇と思われているため、門脇として学生生活を送っている。劍神の能力で必要な情報を得られるため、アラタと違って違和感なく日本に適応している。
冷血で残忍な言動がある一方、使命に忠実でムメイ1人が残り天和国と地球の大王になるために自らを顧みず使命を遂行してきている（リマスター版では双方の世界が淘汰される前に2人を消すと「あの方」に誓う）。
天和国ではヤマタの領主、警察の最高責任者に就きながら、秘女族の娘を根絶やしにするという使命もこなしていた。女として出生届を出された当時の幼いアラタも狙いその過程で彼をかばう両親にも手にかける。アラタにも魔手を伸ばすも男と知ると見逃したが、儀式で再会した後に入れ替わりに気づき、結果的に劍神「創世」に選ばれた革を天和国に連れて来る事態となったため後悔している。創世に対抗できる劍神「逐力」の鞘となりうる人間を天和国に呼び込むため、また15年前に日本に逃れた秘女族の娘を捜すために神開の森に入った。
日本に現れた後はアラタを狙い、秘女族の娘を捜す。一方、神鞘ヨルナミが革に降ったと知ると、「ゲーム」と称して鞘を1人降すたびに日本でも1人ずつ殺していくと宣言し、優に革の友達かどうかを聞いた上で消す（リマスター版では革の行動により秘女王が復活すること阻止するため）。神鞘クグラが降った後は革の妹である仍を狙うが、本来の標的である秘女族の娘が実名だと分かるとゲーム終了を宣言し、暗殺の標的を彼女に切り替える。なお、リマスター版では殺人などを「ゲーム」とする発言はない。
正体は、ムメイによって作られた最高傑作の「人形（ヒトガタ）」。優れた「戦闘能力」「任務遂行能力｣「殺傷能力」「運動能力」「魅力」を持つ複数の死体と、ムメイが理想とする顔の持ち主であり処刑されたムナカタの息子ハルナワの頭からできている忠実なる十二神鞘である。生前は違う髪色をしていたが、ムナカタと再開した時には現在のハルナワと同じ髪色をしている。ムメイ達とは手に力を込めると盛り上がる文字を通して連絡をとっている。人間の扱いについてはムメイから教わっている。
劍神：「縛囚（バクト）」
「身」を司る劍神。水引の装飾がある剣の形状でハルナワの爪と一体化している。使用する際は爪から縛囚を形成する（その時に爪が伸びる）。解放すると黒い縄が出現する。縄の先端部にある刃や伸ばした爪でも攻撃可能。
この縄に巻かれた相手は、全身を縛られ肉体を完全に包まれてこの世から消されるが、厳密には死ななず、刺青となりハルナワの体に刻まれ力となる。その時、彼は「取り入れた人間の苦痛」「それが刻まれる瞬間の苦痛」を受けるが、いつも何かが空っぽに感じている彼にとって、この「痛み」のみが「生きている」のかと実感させている。
また、伸ばした爪で触れた人物・物の記憶を読み取る、爪の一部を刺し込んだ相手を操る、または爪の破片を刺し込んだ相手に鬼化のきっかけを与える神意を持つ。アニメ版では門脇と入れ替わる瞬間に彼に「天和国での革に関する記憶」を付与した。

### 鞘

#### 十二神鞘

##### 五天鞘
下記3人にカンナギ、ヤタカを含めた合計5人が該当。自然の力である「地、水、火、風、空」を司る。
アカチ
声 - 鈴木達央、田村睦心（少年時代）
「地」の十二神鞘で、ハニヤスの領主。外見年齢は21歳ぐらい。バイザー状の兜をかぶっており、額には十字型の傷跡があり、右頬と左耳にも傷跡が残っている。「大王」となるために、オヒカや他の属鞘たちを降して力を取り込み、女子供でも平然と手にかける冷血漢。カンナギを降すことに執着している。凄まじい豪剣の使い手で、クグラを圧倒した「逐力」の神意さえもものともしない。その強さは六ノ鞘が相手にするのを避けるほどで、体術はカンナギさえも凌ぐ。
実は139年前にカンナギとエミスがハニヤスから逃げた後、冤罪で処刑されており、死の淵で劍神「地龍（オコロ）」と「2度と誰にも負けない」という契約を結び再生する。カンナギとの決闘の末、お互い劍を捨て肉弾戦となり、カンナギから一撃を喰らったことで「一度でも俺に攻撃が当たったら負けを認める」という幼きころのカンナギと交わした約束が果たされ、「地龍」との契約が切れ、降下の誓言を唱えて「地龍」と自分が降した劍（カンナギの属鞘達）を託し、死人に戻った。
劍神：「地龍（オコロ）」
「地」の劍神。槍の形状をしている。解放する時に地面に突き刺し、無数の土の剣を形成して攻撃する。
ヨルナミ
声 - 保志総一朗
「水」の十二神鞘で、ミヅハメの領主。外見年齢は19歳ぐらい。女と見間違う程の中性的な美しい顔立ちをしている。
幼いころより、母（声 - 深見梨加）からは次期領主となるべく「全て完璧でなくてはならぬ」と厳しく育てられていたが、その母の死により心を病んでしまい、属鞘たちにも完璧であることを強制し、わずかな失敗も許さない冷酷な人間になっていた。本来は争いごとを好まない穏やかな人物。革との戦いを経て、母の厳しさが未熟な自分を想っての行為だったと知り、属鞘と共に自ら革に降る。
その後、キクツネに騙されたヒルハが創世を神器にはめた影響でクグラと共に一時的な復活を果たし、革と死んだアカチを除く五天鞘全員で神器の暴走を止める（リマスター版では神器の設定がないためこの場面はないが、革が気絶した時に夢に現れて励ます）。革が「天ノ石座」での修行を終えて以降は創世に降った鞘達と共に革と交信が出来るようになり時折アドバイスを送っている。
劍神：「哭多（ナキサワ）」
「水」の劍神。扇の形状をしている。解放と共に扇面から水を発し操ることが出来る。相手を貫いたり、水球に閉じ込めておくことが可能。また、水や雨を通して領地の状況を知ることができる。
クグラ
声 - 井上剛
「風」の十二神鞘で、カセフノの領主。色黒の少年の姿。ただし普段人前に出るときは劍神「極飛（シナド）」の能力で20歳ぐらいの青年の姿をとっている。
200年以上前、少年時代に神鞘になったことから、精神面においても子供のままであり、快活な性格をしており、口より先に手が出る傾向がある。成長しない身体へのコンプレックスから、古くから仕えているエト以外には大人の姿で接している。本人はその姿に負い目を感じていた（リマスター版では、子供のままであることから周囲に軽んじられた結果、前任の属鞘全員に謀反を起こされたことがあり、その際一兵士だったエトに救われたことから彼を新たな属鞘に取り立てた。）が、門脇との戦いで失った記憶を取り戻し、エトの想いや革の言葉によって救われ、門脇に倒された後、自ら革に降った。
その後は前述の理由でヨルナミ同様に一時的に復活し、属鞘だったヒルハの行動に怒りを覚えながらも、彼がキクツネに殺された際には、怒りを露にした（リマスター版では神器の設定がないためこの場面はないが、革が気絶した時に夢に現れて励ます）。前述の理由で革と交信が出来るようになってからは、時折現れるようになりアドバイスを送っている。
劍神：「極飛（シナド）」
「風」の劍神。Y字型の分かれた部分が刀身となっている。手持ち状態でも風を操ることが出来るが、背中から出して翼のような形状に展開させ、風を操り飛行への応用が利く。また、時間制限はあるが変身能力を持ち、戦闘時は鎧を纏った巨体に変化する。

##### 六ノ鞘
下記5人にハルナワを含めた合計6人が該当。「眼・耳・鼻・舌・身・意」の「人」を司る。固有の紋様が描かれた仮面と装束を着用している。
シム / マーティン・リウ
「意」の十二神鞘で、ナカクニの領主。天和国の軍総司令官。常に冷静沈着かつ無表情。元は20世紀の第二次世界大戦時代で連合国軍人として戦っていた中国系アメリカ人「マーティン・リウ」で、ノルマンディー上陸作戦で上官だったジェイや仲間達と共に天和国に飛ばされてきた。戦闘機や空母に似せて開発した戦略兵器たる浮船部隊を保有している。門脇を呼び寄せる提案をした人物で、他の六ノ鞘と違い門脇に一定の信頼を置いており、成長することを期待している。また、ヤタカに秘女王殺しを唆した張本人でもある。
元は心優しき青年だったが、完全記憶能力を持つがゆえに軍人として味わってきた戦場の記憶に苛まれ、ジェイの助言によって「死んでいるのと同じ」と自らに言い聞かせた末に心を失った。その後入れ替わってすぐに交戦した神鞘ツナシを射殺したことで「念符」に見込まれ、代替わりする形で神鞘となり、ジェイに授けた「忘巴」でマーティン時代の記憶を消させたことで現在の人格となり、天和国と地球に住まう人類全てを滅ぼすという目的のもと秘女王殺しを中心的に進めていく。
六ノ鞘ではムメイ、ハルナワと密に連携をとり表立った行動には出なかったが、アメエノの行動を機に情報操作によって「鞘」への敵対心を民に植え付け、それを口実に浮船部隊を指揮しての領土空爆から戦争を開始する。ヤタカと交戦し「空奉鏡」を受けるも、鬼化したがゆえの「自分に都合の悪いものは見ない」目によってそれをかわしヤタカに致命傷を負わせるが、ジェイに記憶を戻されたことで「空奉鏡」を見てしまい効果が発動、アラタに鬼化から解放されて自らの負けを悟り、ムメイに降った。
劍神：念符（ネイフ）
「契従（ムクラ）」を操るバスタードソードに似た形状の「意」を司る劍神。対象の額に独特の紋章を植え付けることで、その意思に干渉することができる。
キクツネ
「耳」の十二神鞘で、ツグシの領主。褐色の肌の青年。陽気な性格だがその行動は卑劣で非道。穏健的なシムとは対照的に急進的で、目的を達成するためならば手段を選ばない。すでに門脇を見限っており、「逐力」の力を自分のものにしようと画策している。聴覚を失っており、言葉を失ったイソラの心を唯一読めたことから、イソラに「耳」の役割を担ってもらう共依存関係を成立させている。
出自は古代ギリシャ出身の天才音楽家だったが、彼を妬む貴族の音楽家の手の者に襲われたことで、鼓膜が破裂し音を失った。復讐のために貴族の音楽家を殺すも逮捕され、処刑寸前で天変地異に巻き込まれ天和国に飛ばされてきた。
領民から鼓膜を奪うことで「音」を奪い、属鞘達を洗脳して支配していたが、革達の介入と楽器を得た領民達の反抗に遭う。鬼化して革に挑むも鬼胎紋を破壊され敗北し、力を失うと同時に人の心が戻るが、完全な改心には至らず、火山の噴火を止めに行った革達の隙をついた門脇に狙われ、イソラに助けを求めるも裏切られ、目的を果たせない後悔の念を持ったまま降される最期を遂げた。
劍神：「奏吼（キサル）」
「音」を操るハープに似た形状の「耳」を司る劍神。高周波を用いて攻撃する。また劍神「創世」によると、鬼化を解いた正常な状態で神意を顕せばキクツネ本人も含め音を取り戻すことが出来る模様。鬼神化した際は狐のような四足獣のような姿になる。
イソラ
「舌」の十二神鞘で、アノの領主。口にマスクを着けている中性的な容姿の青年だが、実は女性である。肉声で話すことができず、他人との会話は劍神「言霊（コハク）」の神意で空中に文字を表示して行う。彼の心を唯一読めたキクツネにその意思を代弁してもらう共依存関係を成立させている。
出自は中世ヨーロッパで魔女狩りに巻き込まれ、いわれのない罪で拷問に遭い、その苦しみから逃れるために家族や知人を魔女として密告した。しかし、その後も続いた拷問で口内を焼かれ舌をも切り落とされて話せなくなり、さらに続く水攻めの果てに天和国に迷い込んだ。
その過去ゆえに人間不信になっており、当初はキクツネに協力していたものの、彼が革たちに敗れると冷たく突き放した。
神意で革たちの声を奪い、コトハ、カンナギ、ヤタカを幼児化させ無力化、さらにミクサを拉致し、革共々精神的に追い詰めるが、乱入してきた門脇とカナテの助力を受けた革に鬼胎紋を砕かれ敗北する。自分の過去を告白し、被害者としての自分を正当化するが、門脇にそれを否定されたことで自分の弱さを悟り、彼に降った。
劍神：「言霊（コハク）」
「言葉」を操る拳銃に似た形状の「舌」を司る劍神。発射した言葉の内容を現実化する（リマスター版では、この神意は属鞘の劍神によるもの）。
イキス
「鼻」の十二神鞘で、イヨの領主。容姿も態度も女性のようだが、れっきとした男。多重人格者である。出自はイソラ同様中世のフランス。過去に貧乏暮しで周囲から虐げられていた。カナテを洗脳し革を殺すよう命じた張本人。アメエノに街を破壊されたことで洗脳しようとするが、アメエノは負の匂いに慣れ切っていたため効果がなく、鬼化して挑むが敗れ、自らの過去を思い出しアメエノに降った。
劍神：馨合（ノウガ）
香りを操る「鼻」を司る劍神。刃の部分は注射器の針を大きくしたような形状で、そこから様々な効果を持った香りを出すことが出来る。
アメエノ
「眼」の十二神鞘で、チワヤの領主。全身にメイクをしサングラスをかけた黒人。19世紀のアフリカ出身で、奴隷として内戦を戦った果てに両眼を斬られ、失明した状態で天和国に迷い込んだ。偶然妻に助けられた後、妻と暮らすようになったが、ナサケが産まれた直後に劍神に選ばれてしまった。内戦を経験してきた過去から、世界そのものに憎しみを抱く他の六ノ鞘以上に容赦のない性格で、力のみを信じ徹底的な暴力で相手を屈服させることを是とする。
革と門脇との交戦中にチワヤの街がシムの戦闘機に襲撃され、自身も左腕を失うが、ナサケの目を食べて視力を取り戻して交戦する。しかし、残りの手足も失い、倒れた所で、ナサケにかばわれる。その後、生まれたばかりのナサケを初めて抱いた瞬間を思い出し、人の心を取り戻したことで鬼化が解け、ナサケに降った。
劍神：目賭（メグド）
「視界憑依（シガヒム）」を操る巨大なトンファーに似た形状の「眼」を司る劍神。近付いた周囲の人物の視界を乗っ取り自分のものとして、盲目のハンデを克服する。

##### 師ノ鞘
鞘の教育係を務める特別な鞘。
ムメイ
五天鞘、六ノ鞘のいずれにも属さない最後の神鞘で、「首都」の領主。機械の犬（後述の「ハルナワの脳」が格納されている）を引き連れた子供の姿で、レースをあしらったフードで目元を隠し、頭に種類の異なる2つの時計のようなものをはめた眼鏡のような装飾品をフードにかけている。
「死者の蘇生」の人体実験のために、複数人間の死体を継ぎ接ぎした「人形（ヒトガタ）」を多数制作・所持している。同じ十二神鞘であるハルナワはその最高傑作であり、他すべての人形をハルナワ（の元となったムナカタの息子）の脳と連動させている。
秘女王暗殺については、ほか十二神鞘を宥めたり降し合いにも不戦を表明したりと穏健派を通していたが、実際はハルナワによる地球での秘女族の女性抹殺を主導するほか、シムとも結託し指示を送るなど、事実上の黒幕として暗躍していた。2人からは「師」として敬われており、シムから「先生（セオ）」と呼ばれるのを聞いたムナカタに秘女族かどうか問われると「そう…君も知ってのとおり秘女族は『医師（クスシ）』か『先生（セオ）』となる。」と言葉を濁している。
アメエノとの戦いで左腕を失った門脇の治療を行うべく彼の前に姿を表し、ムナカタの左腕を接合する手術を行った。治療後、門脇にハルナワの出自を明かすも、ハルナワの暴走を見かねたムナカタによって彼の脳を破壊されてしまったことから、脳を失い単なる怪物と化したハルナワを見限る。
シムが敗北しムメイのもとに降るとともに、「逐力」が門脇を見限り吸収したことで遂に行動を開始。カンナギの襲撃を振り切り、「逐力」を完全体に戻して遂に自らキクリを刺し殺してしまう。
劍神：「逐力（オロチ）」
刀身から分たれた柄のみを所有していた。この状態ではほぼ無力であったが、「逐力」が門脇を見限り彼をその刀身に取り込んだのち、柄に刀身を戻して完全体へと戻り、ムメイの劍神として力を振るう。

#### 属鞘
十二神鞘に仕えている鞘。
カンナギの属鞘
オヒカ
声 - 小西克幸
戦いを好まない温和な人物で、カンナギから与えられた土地で、身重の妻フヨウや使用人達と共に平穏に暮らしていた。ガトヤを出てすぐ行き倒れた革達を保護し、事情を察して何も聞かず滞在させる。しかし、カンナギの属鞘を狙うアカチに妻やその場に居合わせた使用人達を人質にとられ、ホニに命じ革たちを逃がした後、アカチに降った。しかし結局、人質にされた妻達は皆殺しにされた。
劍神：「鍛冶（カネリ）」
手にした武具や農具を鍛え直したり造ることが出来る。
ヨルナミの属鞘
ヒルコ
声 - 浪川大輔
ヨルナミからスズクラの統治を任されている。徹底的な拝金主義者。普段はヒモロゲを自分の身代わりにして、労働者「スエヒロ」と身分を偽り、自身も働きながら他の労働者を監視していた。元は捨て子で、名前を変えながら生きていたが、鞘になると同時にヨルナミからヒルコの名を与えられ仕え続けている。彼の心が変わってしまった後も、いつか元のヨルナミに戻ることを願いながら待ち続けていた。
スズクラで対峙し、自分の心の奥底を理解した革に「ヨルナミの心を変えたら、属鞘全員が革に降る」と約束する。そして約束が果たされた後、それを感謝しながら革に降った。
リマスター版では降る直前にヨルナミが下した命令に従って1人だけ降らず、彼がいなくなった後のミヅハメの統治を任されている。
劍神：「多花邏（タカラ）」
刀身の両脇に熊手のような鉤と装飾が施されている。金銀財宝を生み出すが、それらに触れると身体が分解され、小判に変えられてしまう。
ヒモロゲ
巨大な肥満体型の中年男性。スズクラにてヒルコの替え玉をしている。ヒルコと革の約束が果たされたことにより、革に降る。
アニメでは登場しない。
劍神：「御食（ミケ）」
槌の形状をしており、頭部が水槽になっていて、その内部に魚がいる。解放すると、通常より巨大な食物を放出して攻撃を行う。攻撃された相手の口に食物が勝手に入ってしまう。
シオツチ
声 - 魚建
老人。塩を統治している。
劍神：「海塩（ウシオ）」
国中の塩を管理することができる。
クンヒラ
声 - 杉崎亮
頭巾と覆面を付けた男。ヨルナミの母が亡くなった際、呆然としたヨルナミの代わりに多くの涙を流した。
劍神：「鳴噛（ナルカミ）」
両刃の剣の形状をしており、雷を纏うことができる。
キナ
名前はリマスター版で判明。
劍神：「更衣（サラエ）」
衣装の劍。衣服を修繕したり作り出すことができ、革一行の旅においてよく使われている。
クグラの属鞘（八風陣）
ヒルハの他に以下の属鞘が該当。クグラが革に降った後は、彼の命でカセフノを守っている。
エト
八風陣を束ねている色黒の青年。クグラを守ることに極端にこだわり、敵対する者に対しては容赦はしない。実はクグラの兄で、偶然にも神鞘となり事故で記憶を失ったクグラを守るために自らその属鞘となり、真実を明かさないままずっと傍で守り続けていた。クグラを狙いカセフノを襲撃してきた門脇と戦うが力及ばず敗北、その際記憶を取り戻したクグラに親の形見の髪飾りを託し、「逐力」に吸収された。
劍神：「八風陣・誉（ハップウジン・ホマレ）」
三日月刀の形の劍神。風を操り飛行したり、相手を切り刻んだりする。風の防御壁を作ることもできる。
タンデ
髪は逆立っており、顔に刺青がある。本来の仕事である「風を起こす」ことを怠っており、そのため風車が止まり、街の人々を苦しめていた。性格は短気で、暴力的。革達と交戦時にミクサに腕を斬りおとされる。その後、クグラに劍神を取り上げられる。
劍神：「八風陣・誹（ハップウジン・ソシル）」
釘バットの先に斧の刀身をした劍神。風を操ることができる。
トルマキ
褐色の肌で、顔や体に渦巻の刺青があり、頭のてっぺんから植物のゼンマイのようなものがある。カナテのいた盗賊団に貯蔵庫を丸ごと奪われる。同じ髪色であるカナテを見つけ、殺そうとするがカンナギの顔を傷つけたため、逆鱗に触れボコボコにされる。その後、クグラによって劍神を取り上げられる。カンナギと会ったとき、「どこかの変態かと思った」と言われた。
劍神：「八風陣・利（ハップウジン・トリ）」
ドリル状の刀身を持った劍神。風を操ることができ、持ち主を風で包み、竜巻状になることで相手を切り刻む。
フタイ
角刈りで髭が生えている中年男性。額に刺青がある。盗賊団に1人で突入し返り討ちにあっていたカナテを助け介抱した。カセフノに生まれた彼は最低階級で、「強くなりたい」という心の叫びをクグラに見出され、劍神を授かる。その後病を患い、寿命を迎えクグラに劍神を返却するまでおとなしくしているつもりだったが、カナテにかつての自分を見出し、彼に鞘の座を継がせて消滅した。
劍神：「八風陣・苦（ハップウジン・ニガナ）」
ヤタカの属鞘
オキマ
ウツロイへ向かう途中だった革達をアオイと共に攻撃するが、魂銷のるつぼに巻き込まれて、自分はテコの姿に、革が自分の姿になってしまい、ウツロイへの侵入を許してしまう。ヤタカが改心し革の一行に加わった後は、他の属鞘達と共にウツロイを守っていたが、浮舟でムロヤに駆け付けた際、キクツネにより舟ごと倒されそうになり、最後の力でヤタカに降った（リマスター版にはない）。
結婚してひと月のマルカという妻がいる。
劍神：「空華（クウゲ）」
指揮棒のような形状。蜂の巣のような形をした箱に相手を捕らえ、相手の望む夢を見せ続ける。自力で起きることは出来ない。
アオイ
ウツロイへ向かう途中だった革達をオキマと共に攻撃する。後にオキマと共にヤタカに降った（リマスター版にはない）。
劍神：「破空（ソカラ）」
握りの部分がピストル状になっている。能力の詳細は不明。
ハルナワの属鞘
ムナカタ
外見年齢30歳程度の男性の姿。ヤマタを発つ前のハルナワからの言付けにより別人と入れ替わることはある程度知っていたため、門脇のことも受け入れ補佐や剣術指南を行っている。
元々は警察であり、仕事に打ち込んだ結果妻子を蔑ろにした末、「縛囚」に選ばれた一人息子が貴族殺害を起こし死刑になったという過去がある。その後息子は「頭部」だけがハルナワの素材とされ、別人となった息子に遣えるという「罰」のため現在の地位に就いていた。
上記の経緯もあって父性と慙愧の念から門脇を息子同様に見ており、門脇がアメエノに左腕を千切られた際には、自らの左腕を提供して移植させた。最後はハルナワの暴走を止めるため、ムメイの人形犬に仕込まれていた息子の脳を破壊、門脇から息子の真意を聞いて満足しながら彼に降った。
劍神：「義貞（ギト）」
鉤爪の形状をしている。
アカチの属鞘
カバネ
「黄泉の谷」に本拠地を置く不治の病を持つ人の集団「巡礼者」の長。両親や同じ村人も病にかかった後にカバネ自身もかかったが、劍神「痍無」を手に入れたことで時間を止められたために病気の身で生き永らえることができている。ハニヤスに来た革を病に侵すが、それに屈せず立ち上がろうとする彼に敗北。アカチが降った後に劍神を制御し、自分や革の病を治した。
劍神：「痍無（スクナ）」
矢じりの形をしている。対象の体内に侵入させ病を操る能力を持ち、病に侵すことも治癒することも可能。
ケルタ
ハニヤスに来たカンナギとヤタカに襲いかかるが、ヤタカの「空奉鏡」で醜悪な怪物の姿に変えられ敗北。アカチが降った後で元に戻される。リマスター版ではヒルハと戦うが敗北。ムロヤに向かうための海底列車にコトハ達を案内した。
劍神：「埜坤（ノズチ）」
野の劍神。植物を操ることができる。
劍神：「能槌（ノヅチ）」
リマスター版のケルタの劍神。石の劍神で、使用者も石になることができる。また、建物が崩れるのを抑えることができる。
ナチル
女性のような面立ち、言動をしているが中身は男性。ある少女が瀕死だったところを神意で作り上げた「花」によって、その少女に生命力を与えてきた。
劍神：「咲耶（サクヤ）」
杖のような形をしている。「花」を操ることができ、また作り出すこともできる。
五人神楽
キクツネの属鞘。それぞれ楽器を模した劍を持つ。忠誠の証としてキクツネに鼓膜を差し出し聴覚を失っており、さらにキクツネの手により鬼化させられていたが、門脇に降されたバテイ以外の4人は革に鬼紋を砕かれ正気に戻った。
タギリ
幼馴染のサラスのために曲を作るなど優しい性格の青年だったが、2年前に鞘になってからはサラスを守るためにキクツネの命令に従い続けていた。
劍神：「笙（ショウ）」
聴通音（キツネ）を操る。
シチケ
タギリと共に鬼化していた。カワイイ系の美少年。
劍神：「鐘（カネ）」
炎の熱で音色を増す。
カダカ
タギリと共に鬼化していた。美形の青年。
劍神：「太鼓（タイコ）」
鼓膜を奪う力がある。
コキ
タギリと共に鬼化していた。シチケ、カダカと違い美形でないため、革たちをがっかりさせた。
劍神：「弦（ゲン）」
胡弓の形の劍神。
バテイ
キクツネの命令で門脇を見張っていたが、劍ごと劍神「逐力」に強引に降された。
劍神：「笛（フエ）」
アメエノの属鞘
ナサケ
中性的な容姿の少年でアメエノの実の息子。降し合いを嫌ってアメエノの下を出奔し革たちの前に現れ、彼らに同行する。アメエノがシムの戦闘機と戦う際に目を喰われるが、それでもアメエノをかばい、認められてアメエノを降す。その後、革に降った。
劍神：「贔恋守（フレンズ）」
眼鏡の形状をしている。装着することで神意を発動させ、自分を見た相手の保護本能をかき立てて戦意を喪失させる。眼鏡が鍔になった剣の形になることも可能。
名称不明
劍神「創世」を先生に預けたままの革を襲い、彼の視界を奪い捕えた。
劍神：「目封（メルフ）」
相手の視界を封鎖する。
名称不明
ヤタカを足止めしようとするが、敗れた。
劍神：「目夷（メルエ）」
現在の全く違う場所に視界を飛ばす。
名称不明
劍神：「千里（セサメ）」
小さな望遠鏡型の劍神。遠くを見通せる。

#### その他の鞘
ツツガ
声 - 安元洋貴
流人島・ガトヤの管理人。誰にも属さない鞘。かつては公平な性格で、ガトヤの囚人達を自らの劍神でその場所に固定させておき、改心した囚人は自然にそこを出られるようになるという、温情ある裁きを行なっていた。しかしある日、かつての友であった囚人の、脱獄させてほしいという願いを断ったため、突き落とされ劍神を胸に刺されてしまう。その怒りと憎しみから劍神は鬼神に変化してしまい、その囚人を殺害。一日に一回、囚人達の中から2人を選び出し、戦わせて勝った方を取り込むという非道な裁きで、島全体を恐怖に陥れていた。革がツツガに刺さった劍神を抜いたことで鬼化から戻ると、「もうその劍神は自分にふさわしくない」として、自ら革に降った。若者である革との対比で老人になっており、「革が将来なったかもしれない姿」だとしている。
劍神：「審判（サニワ）」
「審判」の劍。刀身から紐状の光を出して操る。一度神意に触れた相手にはこの光が付き、これを頼りに追跡することもできる。ツツガはこの神意で囚人を拘束し、脱獄を防止していた。
ナグ
無口な少年。誰にも属さない鞘。親に捨てられ双子の妹・ナルと2人きりで旅していたが、ナルが死んでしまい孤独になってしまう。旅の途中で見つけた無人島で自身の劍神でナルやナルの友達を実体化させて、そこで過ごしていたが、「大人」だけは作り出せなかったため、たまたまやってきた革達を誘導して島に引き込み、親代わりにしてずっと一緒に暮らそうとした。革達に秘密がばれ、ナルだけは守ろうとするが、「ナグを解放して欲しい」とナルに頼まれた革にナルを消され心を閉ざしてしまう。その後ナグの心を理解して受け止めた革に徐々に心を開き、革達が島を発つ直前、降し合いの足手まといになることを拒み、自ら革に降った。
キクツネとの戦いでは、劍神「創世」を通して革と会話し、絵が苦手な彼に代わって「楽器を演奏する子供たち」の絵を描き支援した（リマスター版では劍神「白堊」が支援した）。
劍神：「白堊（ハクア）」
チョークのような棒を咥えた爬虫類の形状をしている。棒先で描いた絵に魂を吹き込んで実体化させる能力を持つが、描いた絵に関する知識が乏しい場合、実体化したものも不完全になる。ナグの場合は「大人」を知らなかったため、実体化させた「大人」は中身のないいびつな姿になった。
日輪ノ大王（ヒノワノオオキミ）
劍神「創世」の前鞘で、はるか昔に創世の神意ですべての劍神を生み、世界を新たにつくる。リマスター版5巻によると、最初で最後の大王であり在任はわずか1日半で、最期に妻と娘に天通力を与え、天和国の統治と鞘達の制御を妻に託す。
劍神：「創世」
サタ
流刑島・ムロヤ出身でここを管理する鞘。六ノ鞘に唆されて神器を起動させ自害した（リマスター版8巻では、罪人として親子代々ムロヤに囚われ苦しみ続けている民に死なせてほしいと嘆願され、52年前に劍神「洌与」の神意を使って全滅させる。死しても民の苦しみは収まらず、彼に一体化して鬼化する。革達に心を動かされるもキクツネに砲撃されてしまう）。
劍神：「洌与（レッカ）」
人の体温を操ることができる。
サルタ
秘女王直属の鞘。外見は年老いた小柄なサルそのものだが、「サルだ」と言われるとキレる。先生の素性を知っているかのような描写がみられる。
劍神：「動力（タヂカラ）」
「力」を与える劍。望む者に望む力を与える。巨大な動力機のような形で、サルタは上に座っている。
ヤクニ
リマスター版に登場。子供の姿。ヒコナの親友で温泉を営んでいる。
劍神：「過掘（カルル）」
間欠泉が出て、温泉を掘り当てることができる。アカチ戦で活躍する。
ヒコナ
リマスター版に登場。子供の姿。ヤクニの親友で温泉を営んでいる。
劍神：「泉見（イナム）」
泉質を操ることができ、湿度を上げることができる。

### その他

#### 天和国
マカリ
声 - 真山亜子
アラタの祖母。自分の家系で次の秘女王となるべき女児が生まれなかったため、アラタの出生届の性別を書き換え偽装して時間稼ぎをしつつ、他の秘女族の女児を探し続けていた。しかし交代の儀までにそれが間に合わなかったため、アラタに女装させて儀式に参加させるが、結果アラタと革の運命を動かすことになる。突然現れた革の言うことに最初は半信半疑だったが、彼が鞘に選ばれたことにより、革がアラタではないことを理解した。異世界に行ってしまったアラタを気にかけている。
ミヤビ
声 - 福原香織
門脇に仕える侍女。ヤマタ出身。厳密にはハルナワの侍女であるが、門脇が天和国に来てから宮に入ったことからハルナワとは面識がなく、名実ともに門脇の侍女として働いている。自らも不治の心臓の病に侵され（時折発作が出るため薬を必要とする）ながらも、目を悪くした母と幼い弟を養っている。
決して恵まれた境遇とは言えない身ながらも、笑顔を絶やさず何事も一生懸命に取り組む健気で気立てのよい娘。門脇に対しても彼を知ろうと真っ直ぐに接し、彼からも不器用ながら心を開かれている。一方ドジで失敗が多く、作中屈指の巨乳をいじられることもしばしば。
ギンチ
声 - 木野双葉
ガトヤの囚人。カナテと左右対称に左頬にVの刺青をしている。カナテを慕っており、兄貴と呼んでいる。生き別れた母親の指輪を所持している。父親はカナテのいた盗賊団に殺されており、自身もさらわれて、カナテが世話することになった。コトハに好意を抱いているが、カナテのために2人きりにさせようとすることがあった。革達と共にガトヤを脱出して、行き着いたナルタキで、母親と再会しカナテと別れることになった。
オソメ
声 - 浅川悠
ガトヤの囚人。マサヒの恋人。茶色いマントを纏った和風系の美女。初対面の革に好意を持ちガトヤに関する情報を与えた。姉御肌で元気に振舞っているが、恋人を失なった辛い悲しみを抱えている。後に革に救われたマサヒと再会する。
マサヒ
声 - 望月英
ガトヤの囚人。オソメの恋人。ツツガの非道な裁きでガトヤに取り込まれていたが、革が劍神の力でガトヤを浄化したことで救われた。
ザンジ
声 - 武田幸史
ガトヤの囚人。盗賊団のボス。カナテからは青髭ザンジと呼ばれる。盗賊団のメンバーは顔や体に刺青のような模様を入っている。革の首を取ることで、牢獄の脱出を図ろうとした。
ホニ
声 - 田野アサミ
オヒカの村に住む銀髪の少女。オヒカに憧れている。フヨウに子供が生まれるのを楽しみにしている。アカチによる虐殺で、使用人の中で唯一生き残る。
フヨウ
声 - 岩山ちひろ
オヒカの妻。心優しい女性。子供を身籠っていたが、使用人共々アカチに殺害された。
エミス
声 - 早見沙織
カンナギの恋人だった女性。元は親が犯した罪を連帯責任で償う罪科奴隷としてハニヤスに縛られていたが、カンナギに助けられ共に脱出、しばらく2人で暮らす日々を送っていた。しかし約130年前、高熱を出して寝込んだカンナギのために薬草を取りに行った際、自然発火に巻き込まれ帰らぬ人となる。実はアカチの腹違いの妹だが、カンナギ曰く2人は両想いだった模様。
エミス（少女）
アカチが52年前の神器暴走（リマスター版では瘴気の発生）の最中に拾った少女。拾った当初瀕死だったことから、ナチルの劍神「咲耶」で作り出した花に繋ぐことで、鞘同様に老化を停止し、生命を維持していた。
サラス
ツグシに住む少女で、タギリの2歳下の幼馴染。鞘になり変わってしまった彼のことを憂いている。

#### 日本
西島 優（にしじま すぐる）
声 - 山下大輝
革のクラスメイト。入学初日に痴漢と間違われたところを革に助けられ、革の高校初めての友人となる。温厚で大人しい性格。いじめられている革の味方だったが、後に門脇に脅されいじめグループに加わることになる。しかし革を裏切ってしまったことをとても後悔しており、革へ送れずにいたメールには謝罪と後悔、そして革との友達願望が記されていた。
革がヨルナミを降した後、ハルナワのゲームに巻き込まれ、革の友達だと殺すと言われる。アラタは優をかばうために否定するが、消される間際に革への罪悪感と自らの思いに突き動かされた優は革への友情を誓って消えていった（リマスター版では、ゲームではなく秘女王が助かるのを阻止する理由で消される）。
日ノ原 仍（ひのはら なお）
声 - 福原綾香
革の妹。中学生。革と入れ替わり日本（現代）に降り立ち混乱していたアラタを街で見つけ、家に連れ帰った。以前と明らかに異なる革の奇行に両親共々悩まされていたが、後にハルナワとの騒動に巻き込まれ、革を取り巻く事情を知る。
革の母
声 - 根谷美智子
革の母親。いじめに遭い引き篭もりになった革を心配し励まし続けるなど、革の最大の理解者。
革の父
声 - 武田幸史
門脇の父
声 - 斉藤次郎
因幡 真弥（いなば まや）
実名の従姉妹。夏休みに鬼哭島に遊びに来たアラタと実名を家に泊めるが、彼らを追ってきたハルナワに利用される。
しげぞう
50年以上前に鬼哭島の投鬼岬から天和国に迷い込んだ老人。名前はリマスター版で判明。ミクサの祖母小百合の夫であり、ミクサを小百合と勘違いする（リマスター版では小百合は片思いの相手であり、革達と旅を共にする）。

## リマスター版
本作のリマスター版は外見上の変化だけでなく原作の内容も再構成している。外見については、判型はB6判で通常の単行本より大きく、カバーは新しく描き下ろされている。また、雑誌掲載時のカラーページが収録され、2冊分の内容量となっている。
原作からの変更内容としては、表情や汗などの細かい作画の変更からセリフの変更、コマやページ、場面の入れ替え、エピソードや登場人物の追加、登場人物の性格、テーマ、物語の本筋に関わる設定の変更など多岐にわたって加筆修正されている。
2013年10月のエキサイトレビューでは、「『人物の心情を追いやすい』、『世界観や関係性を把握しやすい』ように再構成された仕上がり」と評価している。2016年8月、作者は「『ほぼやり直しの別作品』と言ってもいいくらい、テーマ性やキャラ性、設定などが変わってしまいました。」「『革カン』は本来の形に整えられて来ました。」と自身のブログで語っている。

## 書誌情報

### 漫画
- 渡瀬悠宇 『アラタカンガタリ〜革神語〜』 小学館〈少年サンデーコミックス〉、全24巻
  1. 2009年1月16日発売[小 1]、ISBN 978-4-09-121579-6
  2. 2009年3月18日発売[小 3]、ISBN 978-4-09-121629-8
  3. 2009年6月18日発売[小 4]、ISBN 978-4-09-122020-2
  4. 2009年9月17日発売[小 5]、ISBN 978-4-09-121749-3
  5. 2009年12月18日発売[小 6]、ISBN 978-4-09-122044-8
  6. 2010年3月18日発売[小 7]、ISBN 978-4-09-122192-6
  7. 2010年6月18日発売[小 8]、ISBN 978-4-09-122332-6
  8. 2010年9月17日発売[小 9]、ISBN 978-4-09-122523-8
  9. 2010年12月17日発売[小 10]、ISBN 978-4-09-122696-9
  10. 2011年3月18日発売[小 11]、ISBN 978-4-09-122795-9
  11. 2011年6月17日発売[小 12]、ISBN 978-4-09-122899-4
  12. 2011年8月18日発売[小 13]、ISBN 978-4-09-123219-9
  13. 2011年11月18日発売[小 14]、ISBN 978-4-09-123386-8
  14. 2012年2月17日発売[小 15]、ISBN 978-4-09-123547-3
  15. 2012年5月18日発売[小 16]、ISBN 978-4-09-123660-9
  16. 2012年8月17日発売[小 17]、ISBN 978-4-09-123796-5
  17. 2012年12月18日発売[小 18]、ISBN 978-4-09-124036-1
  18. 2013年3月18日発売[小 19]、ISBN 978-4-09-124197-9
  19. 2013年5月17日発売[小 20]、ISBN 978-4-09-124300-3
  20. 2013年7月18日発売[小 21]、ISBN 978-4-09-124347-8
  21. 2013年10月18日発売[小 22]、ISBN 978-4-09-124458-1
  22. 2013年12月18日発売[小 23]、ISBN 978-4-09-124515-1
  23. 2014年4月18日発売[小 24]、ISBN 978-4-09-124581-6
  24. 2015年9月18日発売[小 25]、ISBN 978-4-09-126287-5

- 渡瀬悠宇 『アラタカンガタリ〜革神語〜 リマスター版』 小学館〈少年サンデーコミックス スペシャル〉、全18巻
  1. 2013年7月18日発売[小 2]、ISBN 978-4-09-124399-7
  2. 2013年9月18日発売[小 26]、ISBN 978-4-09-124411-6
  3. 2014年4月18日発売[小 27]、ISBN 978-4-09-124688-2
  4. 2014年10月17日発売[小 28]、ISBN 978-4-09-125480-1
  5. 2015年1月16日発売[小 29]、ISBN 978-4-09-125717-8
  6. 2015年9月18日発売[小 30]、ISBN 978-4-09-126409-1
  7. 2016年6月17日発売[小 31]、ISBN 978-4-09-127269-0
  8. 2017年6月16日発売[小 32]、ISBN 978-4-09-127646-9
  9. 2018年4月18日発売[小 33]、ISBN 978-4-09-128199-9
  10. 2018年11月16日発売[小 34]、ISBN 978-4-09-128717-5
  11. 2019年5月17日発売[小 35]、ISBN 978-4-09-129226-1
  12. 2019年11月18日発売[小 36]、ISBN 978-4-09-129499-9
  13. 2021年5月18日発売[小 37]、ISBN 978-4-09-850606-4
  14. 2021年10月18日発売[小 38]、ISBN 978-4-09-850748-1
  15. 2022年4月18日発売[小 39]、ISBN 978-4-09-851142-6
  16. 2022年9月15日発売[小 40]、ISBN 978-4-09-851361-1
  17. 2023年5月18日発売[小 41]、ISBN 978-4-09-852136-4
  18. 2023年12月18日発売[小 42]、ISBN 978-4-09-853105-9

### 関連書籍
- 『アラタカンガタリ 〜革本〜 公式ファンブック』株式会社メディアパル、2013年7月10日発売、ISBN 978-4-89610-684-8

## テレビアニメ
2013年4月から7月まで、テレビ東京ほかにて放送された。原作のヨルナミ編までを描いているが、一部登場人物の削除、時系列的には後になるエピソードの前倒しなど、色々な面で再構成が行われている。
国外では2013年4月から配信サービスCrunchyrollでアメリカ、カナダの有料会員向けに配信された。

### スタッフ
- 原作 - 渡瀬悠宇（小学館「少年サンデーコミックス」刊）
- 監督 - 安田賢司
- チーフディレクター - Park Woo Hyun
- シリーズ構成 - 関島眞頼
- キャラクターデザイン - 相澤伽月、Kim DoYeon
- デザインワークス - 森木靖泰、桑原悟
- 美術監督・背景デザイン - Lee Seo Gu
- 色彩設計 - 高木雅人
- CGIプロデューサー - 橋本トミサブロウ
- 撮影監督 - 植田真樹、Lee Soo Yeon
- 映像編集 - Lim Hyun Hee
- 音響監督 - 高橋剛
- 音楽 - 大谷幸
- 音楽制作 - ランティス
- プロデューサー - 川人憲治郎、武井潤、櫻井優香、Kim Young Ho、岡村武真、大野亮介、清水美佳、木下満寿裕
- アニメーションプロデューサー - 山本俊一、Choi Jae Hyuk
- アニメーション制作 - サテライト、JM ANIMATION
- 製作 - アラタカンガタリ製作委員会

### 主題歌
「GENESIS ARIA」
スフィアによるオープニングテーマ。作詞はこだまさおり、作曲・編曲は菊田大介。
「The Misfit Go」
OLDCODEXによる第1話 - 第8話のエンディングテーマ。作詞はYORKE.、作曲・編曲はeba。
「美しい背骨」
OLDCODEXによる第9話 - 第12話のエンディングテーマ。作詞はYORKE.、作曲・編曲は加藤肇。

### 各話リスト
| 話数     | サブタイトル                 | 脚本     | 絵コンテ      | 演出          | 作画監督                 | 総作画監督        |
| -------- | ---------------------------- | -------- | ------------- | ------------- | ------------------------ | ----------------- |
| 第一話   | 革ノ命〜ARATA NO INOCHI〜    | 関島眞頼 | Park SiHwoo   | 榎本守        | 馬場俊子 藤田正幸        | 大塚八愛          |
| 第二話   | 劍神〜HAYAGAMI〜             | 金巻兼一 | Park SiHwoo   | Lee GapMin    | Lee BooHee               | 小倉典子          |
| 第三話   | 審判〜SHINPAN〜              | 根元歳三 | Lee BooHee    | Han SungHee   | Kim EunHa                | 宮川智恵子        |
| 第四話   | 覚醒〜KAKUSEI〜              | 根元歳三 | Park SiHwoo   | 玉村仁        | 藤田正幸                 | 大塚八愛          |
| 第五話   | 属鞘〜ZOKUSHO〜              | 金巻兼一 | Choi HoonChul | Kim BooYoung  | Seo JeongHa              | 小倉典子          |
| 第六話   | 地龍〜OKORO〜                | 金巻兼一 | Choi HoonChul | Lee BuHee     | Kim YoungHun Lee SungJin | 宮川智恵子        |
| 第七話   | 火焔〜HOMURA〜               | 金巻兼一 | Lee BooHee    | 筑紫大介      | 本多恵美                 | 大塚八愛          |
| 第八話   | 逐力〜OROCHI〜               | 根元歳三 | Park SiHwoo   | Seo SoonYoung | Seo SoonYoung            | 小倉典子          |
| 第九話   | 鬼化〜ONIKA〜                | 関島眞頼 | Lee BooHee    | Han TaeHo     | Lim Woong Park SoonOk    | 宮川智恵子        |
| 第十話   | 憧憬〜SHOUKEI〜              | 金巻兼一 | Lee BooHee    | 北川正人      | 竹森由加 藤田正幸        | 大塚八愛          |
| 第十一話 | 生命〜MITAMA〜               | 金巻兼一 | Park SiHwoo   | Kim BooYoung  | Seo JeongHa              | 小倉典子          |
| 第十二話 | 創世ノ光〜SOUSEI NO HIKARI〜 | 関島眞頼 | Park SiHwoo   | 安田賢司      | 藤田正幸 本多恵美        | 小倉典子 大塚八愛 |

### 放送局
| 放送地域   | 放送局     | 放送期間               | 放送日時           | 放送系列         | 備考             |
| ---------- | ---------- | ---------------------- | ------------------ | ---------------- | ---------------- |
| 関東広域圏 | テレビ東京 | 2013年4月8日 - 7月1日  | 月曜 26:05 - 26:35 | テレビ東京系列   |                  |
| 愛知県     | テレビ愛知 | 2013年4月9日 - 7月2日  | 火曜 26:35 - 27:05 | テレビ東京系列   |                  |
| 大阪府     | テレビ大阪 | 2013年4月12日 - 7月5日 | 金曜 26:40 - 27:10 | テレビ東京系列   |                  |
| 日本全域   | AT-X       | 2013年4月16日 - 7月9日 | 火曜 23:30 - 24:00 | アニメ専門CS放送 | リピート放送あり |

### Blu-ray / DVD
| 巻 | 発売日         | 収録話          | 規格品番  | 規格品番  |
| 巻 | 発売日         | 収録話          | BD        | DVD       |
| -- | -------------- | --------------- | --------- | --------- |
| 1  | 2013年6月21日  | 第1話 - 第2話   | BCXA-0745 | BCBA-4526 |
| 2  | 2013年7月26日  | 第3話 - 第4話   | BCXA-0746 | BCBA-4527 |
| 3  | 2013年8月28日  | 第5話 - 第6話   | BCXA-0747 | BCBA-4528 |
| 4  | 2013年9月25日  | 第7話 - 第8話   | BCXA-0748 | BCBA-4529 |
| 5  | 2013年10月25日 | 第9話 - 第10話  | BCXA-0749 | BCBA-4530 |
| 6  | 2013年11月22日 | 第11話 - 第12話 | BCXA-0750 | BCBA-4531 |

## ラジオ
『ラジオ アラタカンガタリ 〜らじかん〜』は、2013年3月1日より9月27日までラジオ大阪にて毎週金曜24:30から放送されたラジオ番組。パーソナリティは岡本信彦（日ノ原革 役）と小野友樹（カンナギ 役）。
アニメイトTV、ランティスウェブラジオにおいても配信されていた。
ゲスト
- 7・8回 - 木村良平（門脇将人 役）
- 9・10回 - 鈴木達央（アカチ 役）
- 11・12回 - 皆川純子（カナテ 役）
- 13・14回 - 松岡禎丞（アラタ 役）
- 15・16回 - 高垣彩陽（コトハ 役）

## ソーシャルゲーム
ソーシャルゲームがそらゆめにより2013年5月29日からMobage、2013年7月8日からSP版mixiにてサービスが提供されたが、2014年1月28日に終了した。